# Valzhyna Mort

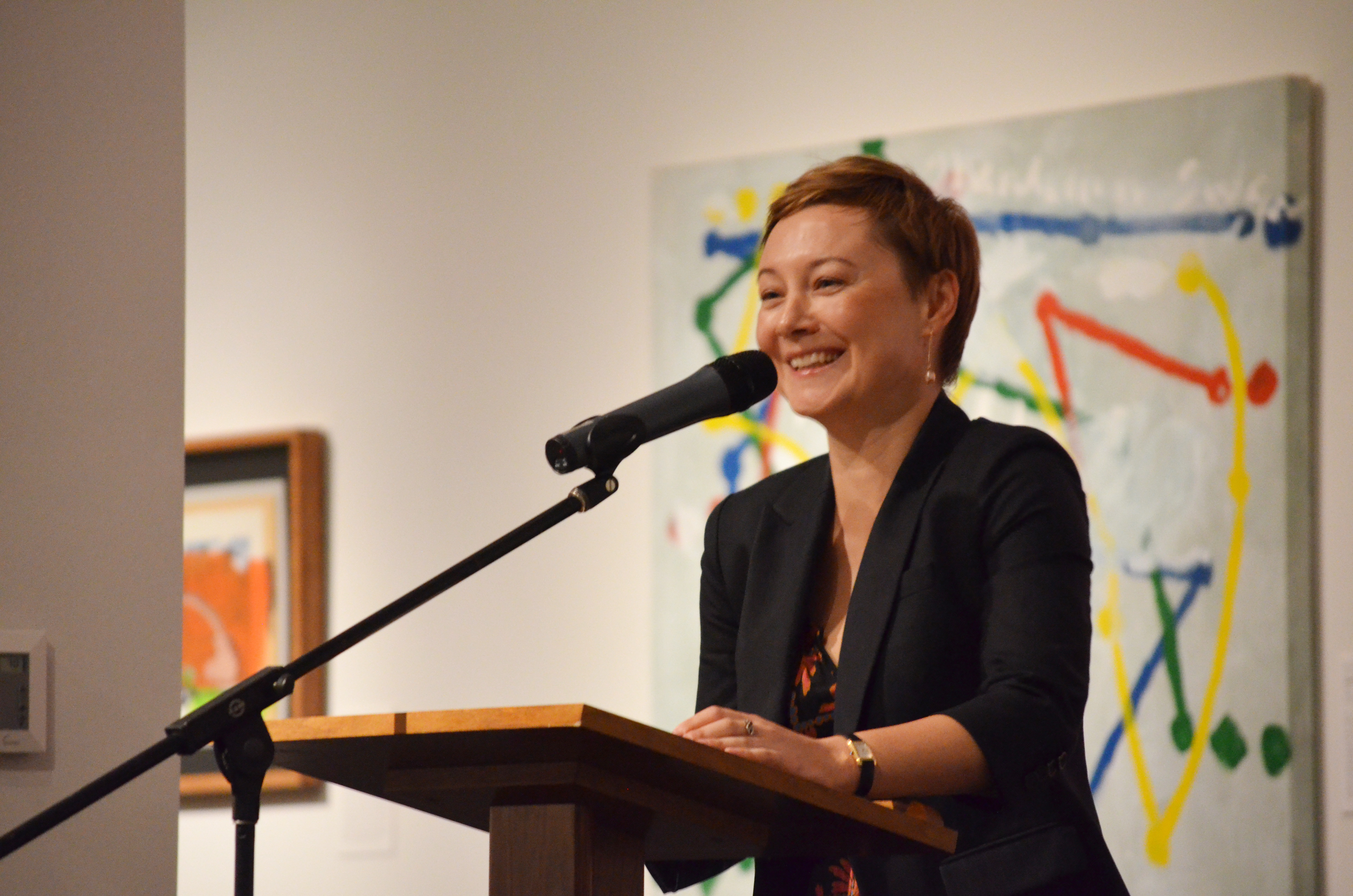
Valzhyna Mort

Valzhyna Mort (belarussisch Вальжына Морт Walschyna Mort, geboren 1981 in Minsk) ist eine Lyrikerin und Übersetzerin englischer und polnischer Literatur, die in Washington, D.C. wohnt. Die Belarussin besitzt auch die amerikanische Staatsbürgerschaft.

## Leben
In der ehemaligen Sowjetunion aufgewachsen, lernte Valzhyna Mort erst als Jugendliche Belarussisch, das vor 1991 „nicht sonderlich ernst genommen“ wurde und „als Sprache des niederen Volkes“ galt. Sie absolvierte ein Anglistik-Studium an der Staatlichen Linguistischen Universität in Minsk und lebt seit 2005 in Washington, D.C. Mort schreibt seit ihrem 18. Lebensjahr, inzwischen auch auf Englisch, und lehrt seit Herbst 2009 Lyrik als Lecturer an der University of Maryland, Baltimore County. Im Sommer 2013 nahm sie eine Poetikdozentur an der Humboldt-Universität Berlin wahr.
Die Autorin, die ursprünglich – nach einem Besuch der Oper Carmen – Sängerin werden wollte, tritt bei ihren Lesungen gelegentlich mit einem Akkordeon auf. Sie nahm an internationalen Literaturveranstaltungen in Deutschland, Irland, Litauen, Slowenien und Schweden teil und erhielt mehrere Auszeichnungen. Ihr Auswahlband Factory of tears, der die Originalgedichte und die Übersetzungen von Elizabeth Oehlkers Wright und Franz Wright enthält, ist das erste belarussisch-englische Buch überhaupt. Weitere Übersetzungen ins Schwedische und Deutsche folgten.
Eine Rezension von Ilma Rakusa beschreibt Morts Stil und Motivik: „[Ihre] Gedichte enthalten ganze Welten: west-östliche Landschaften und Befindlichkeiten, Alltags- und Märchenszenarien, visionäre Utopien und lakonische Einsichten, berückende Erinnerungsbilder und abgründige Todesmetaphern. Nicht nur die Vielfalt der Motive überrascht, sondern auch die der Register: zwischen heiter und melancholisch, zwischen verträumt und schonungslos direkt.“

## Werke
- я тоненькая як твае вейкі [dt.: „Ich bin so dünn wie deine Wimpern“[11]] (2005)
- Tränenfabrik. Gedichte. Aus dem Weißrussischen von Katharina Narbutovič unter Mitarbeit von Elke Erb[11]. Frankfurt am Main: Edition Suhrkamp, 2009, ISBN 978-3-518-12580-9 [urspr. Factory of tears (bel./eng.), 2008]
- Kreuzwort. Übersetzung aus dem Weißrussischen von Katharina Narbutovič und aus dem Englischen von Uljana Wolf. Suhrkamp, Berlin 2013
- Musik für Tote und Auferstandene. Gedichte. Aus dem Englischen und dem Weißrussischen übersetzt von Katharina Narbutovič und Uljana Wolf. Suhrkamp, Berlin 2021

## Übersetzungen
ins Belarussische
- Rafał Wojaczek: Sezon [dt. „Saison“] (2007)[12]

## Auszeichnungen
- Preis des Internationalen Literaturfestivals Kristal Vilenica in Slowenien (2004)[13]
- Gaude-Polonia-Stipendium (2005)
- Stipendium des Gästehauses des Literarischen Colloquiums Berlin (2006)
- Hubert Burda Preis für junge osteuropäische Lyrik (2008)[14]
- Stipendium des Literaturhauses Graz (2009)[6]
- Griffin Poetry Prize, Kategorie „International“, für Music for the Dead and Resurrected (2021)[15]
- N. C. Kaser-Lyrikpreis (2022)[16]